# Товарищ (газета)
«Това́рищ» (укр. Товариш) — щоденна газета, видавалась у Петербурзі з березня 1906 по грудень 1907 p.
Оголошувала себе «безпартійною», фактично була органом лівих кадетів.